# Teru (woreda)
Pour l’article homonyme, voir Teru.
Teru est l’un des 29 woredas de la région Afar, en Éthiopie.